# The Righteous & the Butterfly
| Recensione           | Giudizio |
| -------------------- | -------- |
| About.com            |          |
| Rock Revolt Magazine |          |
| New Noise Magazine   |          |

The Righteous & the Butterfly è l'ottavo album del gruppo alternative metal Mushroomhead pubblicato nel 2014 da Megaforce Records.

## Il disco
L'album, quinto album in studio del gruppo, è stato distribuito dall'etichetta Megaforce Records il 13 maggio 2014. Il titolo è una dedica per il chitarrista originale, John "J.J. Righteous" Sekula, deceduto nel 2010, e per la moglie del batterista Steve "Skinny" Felton, Vanessa Solowlow, scomparsa anche lei nel 2013.
L'album vede il ritorno del cantante originale dei Mushroomhead, Jason Popson, sebbene Waylon Reavis sia comunque rimasto a far parte del gruppo. È stato il primo album ad essere registrato senza il bassista Jack "Pig Benis" Kilcoyne e il chitarrista Dave "Gravy" Felton, sostituiti rispettivamente da Ryan "Dr. F" Farrell e Tommy "Church" Church. È anche il primo album a vedere la partecipazione di Robbie "Roberto Diablo" Godsey alle percussioni.

## Critica
The Righteous & the Butterfly ha ricevuto soprattutto delle buone critiche dai recensionisti, raggiungendo la posizione 20 nella Top 20 della classifica statunitense di Billboard 200 e vendendo circa 11,000 copie nella prima settimana. Ha raggiunto inoltre il primo posto nella classifica indie di Billboard, il quinto nella Top Rock Albums e di nuovo il primo nella Top Hard Rock Albums.

## Tracce
1. Our Apologies – 3:24
2. How Many Times – 4:50
3. Devils Be Damned – 3:16
4. Qwerty – 3:30
5. Portraits of the Poor – 3:31
6. Childlike (con Just Mic) – 1:45
7. This Cold Reign – 4:04
8. We Are the Truth (con Jackie Laponza) – 4:05
9. Son of 7 – 3:29
10. For Your Pleasure – 4:12
11. Worlds Collide – 4:19
12. Graveyard Du Jour – 3:20
13. Out of My Mind – 3:35
14. Rumour Has It (Adele) – 3:39
15. We Are the Truth 3.0 – 3:43
16. Dope Ass Watt [Remix] – 3:01
17. Watt (DG Mix) (traccia bonus) – 2:34